# 愛西市
愛西市（あいさいし）は、愛知県の西端に位置する市。

## 概要

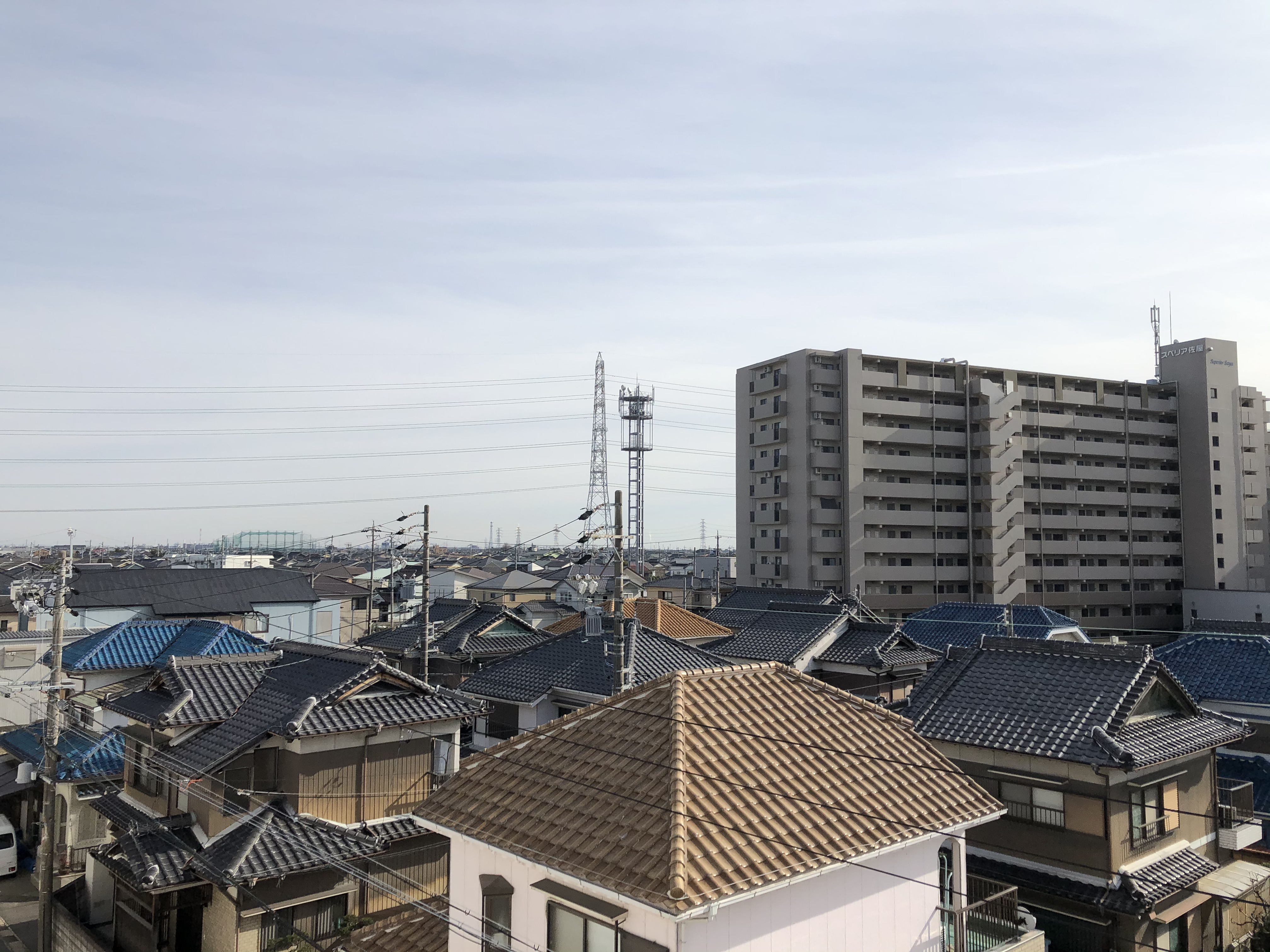
名鉄佐屋駅周辺の建物

2005年4月1日に、海部郡佐屋町、立田村、八開村、佐織町の2町2村が合併し発足した県下32番目の市。木曽川を挟んで岐阜県および三重県と接する。愛知県の西部はほぼ木曽川が県境となっているが、愛西市は木曽川の西岸にも集落が存在し、このあたりでは、長良川が岐阜県、三重県との県境となり、愛知県の西端地点となっている。隣接の津島市を囲む、片仮名の「ヒ」の字の様な市域となっている。
戦国時代には稲沢市平和町と跨り、一説では織田信長が生誕したとされる勝幡城・信長の弟信興が城主であり長島一向一揆にて自刃した小木江城が築城された。江戸時代には佐屋にて三里の渡しの湊があり、三代将軍徳川家光により佐屋街道・のちに佐屋代官所が設けられた。
東名阪自動車道のインターチェンジに隣接し、陸上輸送の拠点としての役割も果たしている。沖積層から形成された肥沃な土壌を活かし、レンコン、イチゴ、トマト等が特産品である。

### 地名の由来
いわゆる平成の大合併による市町村合併に際しては、市名は公募などにより、「愛」知県の「西」部に位置することから「愛西市」（あいさいし）となった。
市名については10の候補が合併協議会に諮られ採決がなされたが、有効票の過半数を得たものが無かったとして比較上位にあった「愛西市」と「海西市」（かいせいし）による決選投票がなされ決定した。
日本の市を五十音順に並べると、当市は兵庫県相生市の次になる。

## 地理

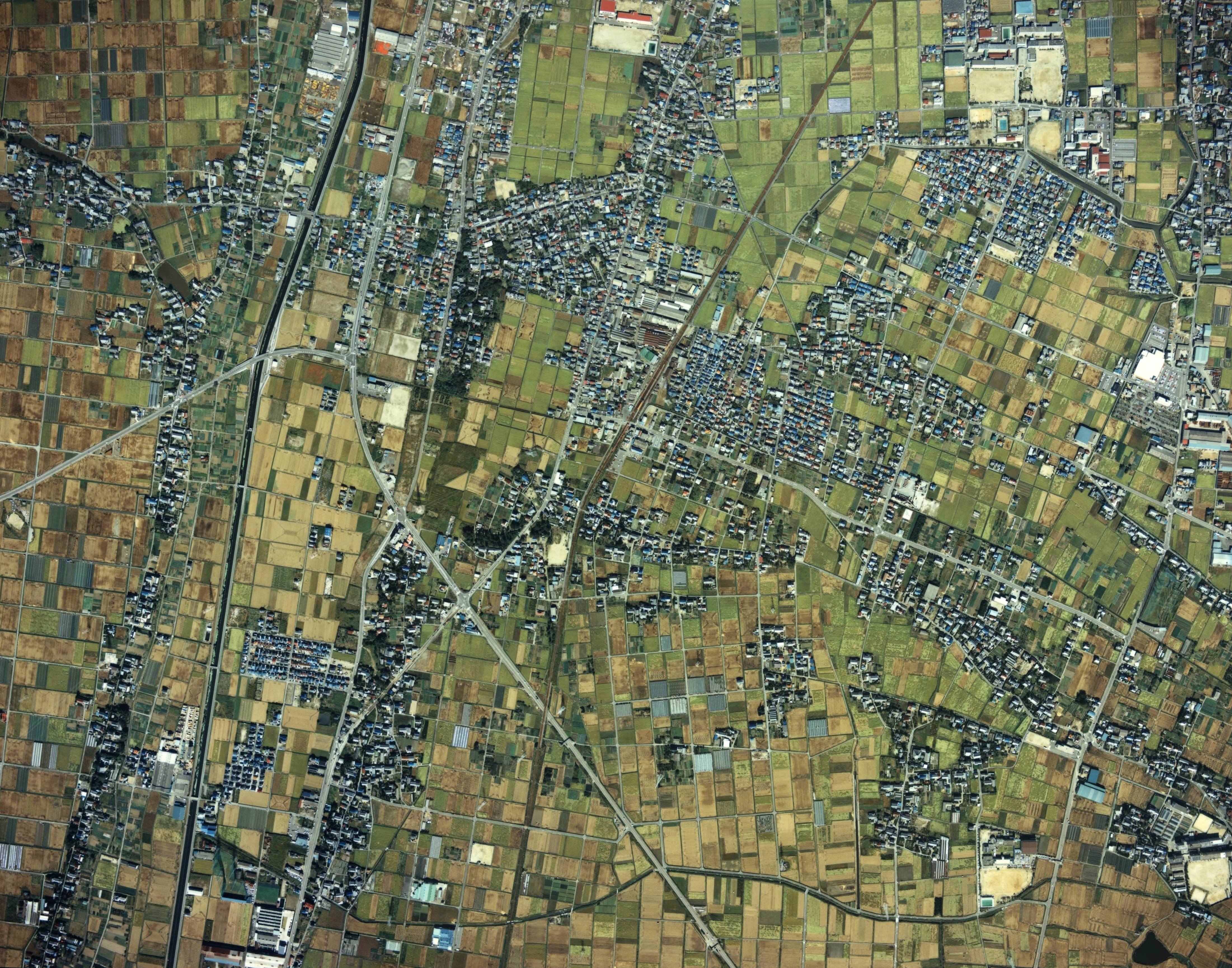
愛西市役所のある旧佐屋町地区周辺の空中写真。1987年撮影の2枚を合成作成。。

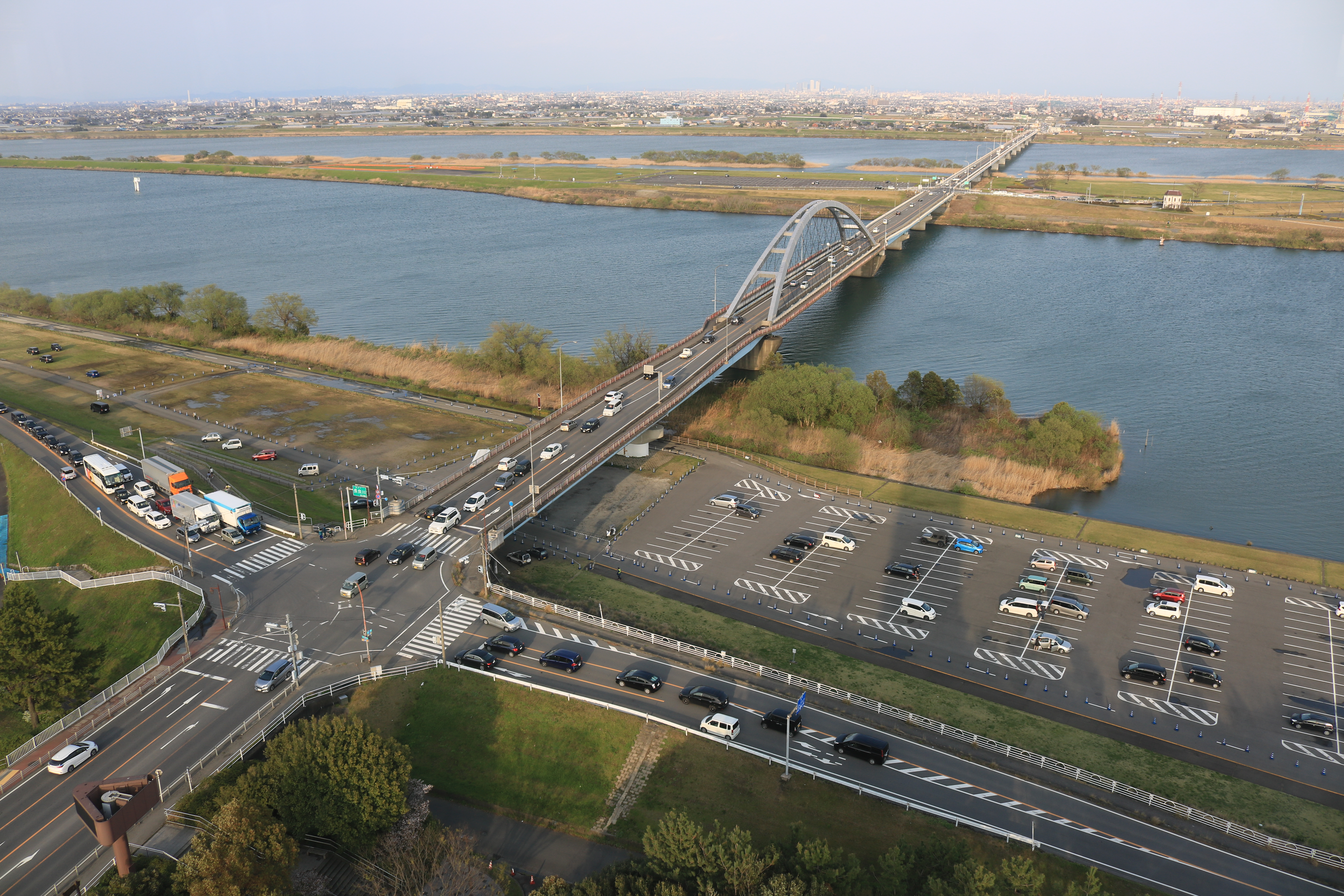
長良川大橋と立田大橋

市域のほぼ全域が海抜ゼロメートル地帯である。

### 地形

#### 河川

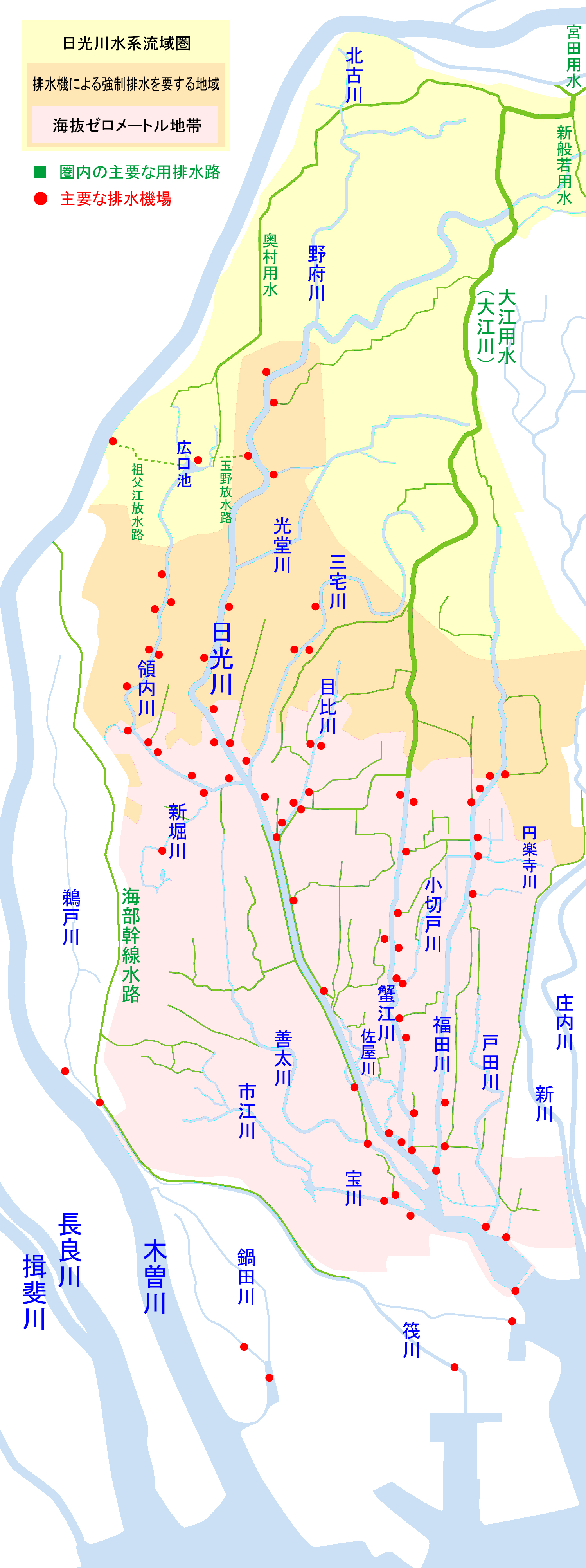
日光川水系の概略図

一級河川
- 木曽川
- 長良川

二級河川
- 筏川
- 市江川
- 新堀川
- 善太川
- 西保川
- 日光川
- 三宅川
- 目比川
- 領内川

その他の河川
- 海部幹線水路
- 鵜戸川
- 大膳川

かつて存在した河川
- 佐屋川
- 天王川

### 市内の町名
愛西市への合併とともに各町村の大字は「大字○○」から「○○町」の形で町名に置き換わっている。
旧佐屋町
- 柚木町（旧佐依木村柚木）
- 内佐屋町（旧佐依木村内佐屋）
- 佐屋町（旧佐依木村佐屋）
- 北一色町（旧佐依木村北一色）
- 須依町（旧佐依木村須依）
- 日置町（旧八幡村日置）
- 稲葉町（旧八幡村稲葉）
- 落合町（旧八幡村落合）
- 甘村井町（旧八幡村甘村井）
- 西保町（旧市江村西保）
- 東保町（旧市江村東保）
- 西條町（旧市江村西條）
- 東條町（旧市江村東條）
- 本部田町（旧市江村本部田）
- 大野町（旧永和村大野）
- 鰯江新田町[注 1]（旧永和村鰯江新田）
- 善太新田町（旧永和村善太新田）
- 大井町（旧永和村大井）
- 金棒町（佐屋町時代の1970年、大字金棒として稲葉の一部より成立）
- 鰯江町（佐屋町時代の1981年、大字鰯江として鰯江新田の一部より成立）

旧立田村
- 四会町（旧五会村四会）
- 新右エ門新田町（旧五会村新右エ門新田）
- 下一色町（旧五会村下一色）
- 宮地町（旧五会村宮地）
- 石田町（旧五会村石田）
- 早尾町（旧早尾村）
- 立田町（旧立和村立田）
- 三和町（旧立和村三和）
- 福原新田町（旧立和村福原新田）
- 小茂井町（旧川治村小茂井）
- 山路町（旧川治村山路）
- 雀ケ森町（旧川治村雀ケ森）
- 森川町（旧川治村森川）
- 葛木町（旧六ツ和村葛木）
- 後江町（旧六ツ和村後江）
- 戸倉町（旧六ツ和村戸倉）

旧八開村
現行の町名
- 藤ケ瀬町（旧八輪村藤ケ瀬）
- 給父町（旧八輪村給父）
- 江西町（旧八輪村江西）
- 高畑町（旧八輪村高畑）
- 立石町（旧八輪村立石）
- 下大牧町（旧八輪村下大牧）
- 元赤目町（旧八輪村元赤目）
- 赤目町（旧八輪村赤目）
- 二子町（旧開治村二子）
- 川北町（旧開治村川北）
- 鵜多須町（八開村時代の1978年、大字鵜多須として開治・島本の各一部より成立。）
- 上東川町（八開村時代の1978年、大字上東川として開治・島本・二子の各一部より成立。）
- 下東川町（八開村時代の1978年、大字下東川として開治・二子の各一部より成立。）

村制時に廃止
- 開治（旧開治村、1978年廃止）
- 島本（1977年祖父江町[注 2]島本の一部より成立。1978年廃止）

旧佐織町
- 勝幡町（旧勝幡村勝幡）
- 佐折町（旧勝幡村佐折）
- 千引町（旧勝幡村千引）
- 古瀬町（旧勝幡村古瀬）
- 小津町（旧藤浪村小津）
- 北河田町（旧藤浪村北河田）
- 南河田町（旧藤浪村南河田）
- 諏訪町（旧藤浪村諏訪）
- 根高町（旧藤浪村根高）
- 見越町（旧藤浪村見越）
- 草平町（旧草場村草平新田）
- 鷹場町（旧草場村鷹場新田）
- 町方町（旧草場村町方新田）
- 西川端町（旧川淵村西川端新田）
- 渕高町（旧川淵村渕高新田）
- 大野山町（旧川淵村大野山新田）
- 諸桑町（旧諸古村諸桑）
- 持中町（佐織町時代の1940年、大字持中として根高の一部より成立。）
- 六輪町（佐織町時代、平和町六輪の一部より編入、同区域に大字六輪として成立。）

### 人口
| |                                        |  |
| 愛西市と全国の年齢別人口分布（2005年） | 愛西市の年齢・男女別人口分布（2005年） |  |
| ■紫色 ― 愛西市 ■緑色 ― 日本全国 | ■青色 ― 男性 ■赤色 ― 女性              |  |
| 愛西市（に相当する地域）の人口の推移 \| 1970年（昭和45年） \| 48,104人 \| \| \| 1975年（昭和50年） \| 57,537人 \| \| \| 1980年（昭和55年） \| 61,337人 \| \| \| 1985年（昭和60年） \| 62,983人 \| \| \| 1990年（平成2年） \| 63,143人 \| \| \| 1995年（平成7年） \| 64,216人 \| \| \| 2000年（平成12年） \| 65,597人 \| \| \| 2005年（平成17年） \| 65,556人 \| \| \| 2010年（平成22年） \| 64,978人 \| \| \| 2015年（平成27年） \| 63,088人 \| \| \| 2020年（令和2年） \| 60,829人 \| \| |                                        |  |
| 総務省統計局 国勢調査より |                                        |  |
| 1970年（昭和45年） | 48,104人                               |  |
| 1975年（昭和50年） | 57,537人                               |  |
| 1980年（昭和55年） | 61,337人                               |  |
| 1985年（昭和60年） | 62,983人                               |  |
| 1990年（平成2年） | 63,143人                               |  |
| 1995年（平成7年） | 64,216人                               |  |
| 2000年（平成12年） | 65,597人                               |  |
| 2005年（平成17年） | 65,556人                               |  |
| 2010年（平成22年） | 64,978人                               |  |
| 2015年（平成27年） | 63,088人                               |  |
| 2020年（令和2年） | 60,829人                               |  |

高齢化などにより、2024年（令和6年）には6万人を割り込む事が予想されている。

### 隣接する自治体
愛知県
- 津島市
- 稲沢市
- 弥富市
- あま市
- 海部郡蟹江町

岐阜県
- 海津市

三重県
- 桑名市

### 気候
| 愛西(1991-2020)の気候  | 愛西(1991-2020)の気候 | 愛西(1991-2020)の気候 | 愛西(1991-2020)の気候 | 愛西(1991-2020)の気候 | 愛西(1991-2020)の気候 | 愛西(1991-2020)の気候 | 愛西(1991-2020)の気候 | 愛西(1991-2020)の気候 | 愛西(1991-2020)の気候 | 愛西(1991-2020)の気候 | 愛西(1991-2020)の気候 | 愛西(1991-2020)の気候 | 愛西(1991-2020)の気候 |
| 月                     | 1月                   | 2月                   | 3月                   | 4月                   | 5月                   | 6月                   | 7月                   | 8月                   | 9月                   | 10月                  | 11月                  | 12月                  | 年                    |
| ---------------------- | --------------------- | --------------------- | --------------------- | --------------------- | --------------------- | --------------------- | --------------------- | --------------------- | --------------------- | --------------------- | --------------------- | --------------------- | --------------------- |
| 最高気温記録 °C （°F） | 17.5 (63.5)           | 21.1 (70)             | 24.8 (76.6)           | 29.1 (84.4)           | 33.6 (92.5)           | 37.8 (100)            | 39.3 (102.7)          | 40.3 (104.5)          | 37.9 (100.2)          | 32.5 (90.5)           | 25.9 (78.6)           | 22.0 (71.6)           | 40.3 (104.5)          |
| 平均最高気温 °C （°F） | 8.8 (47.8)            | 9.9 (49.8)            | 13.8 (56.8)           | 19.5 (67.1)           | 24.2 (75.6)           | 27.4 (81.3)           | 31.2 (88.2)           | 33.0 (91.4)           | 28.9 (84)             | 23.1 (73.6)           | 17.1 (62.8)           | 11.3 (52.3)           | 20.7 (69.3)           |
| 日平均気温 °C （°F）   | 4.2 (39.6)            | 4.9 (40.8)            | 8.4 (47.1)            | 13.8 (56.8)           | 18.8 (65.8)           | 22.6 (72.7)           | 26.5 (79.7)           | 27.7 (81.9)           | 23.8 (74.8)           | 17.9 (64.2)           | 11.8 (53.2)           | 6.5 (43.7)            | 15.6 (60.1)           |
| 平均最低気温 °C （°F） | 0.2 (32.4)            | 0.6 (33.1)            | 3.6 (38.5)            | 8.7 (47.7)            | 14.1 (57.4)           | 18.8 (65.8)           | 22.9 (73.2)           | 23.9 (75)             | 20.0 (68)             | 13.7 (56.7)           | 7.3 (45.1)            | 2.2 (36)              | 11.3 (52.3)           |
| 最低気温記録 °C （°F） | −7.8 (18)             | −8.5 (16.7)           | −7.5 (18.5)           | −0.8 (30.6)           | 4.7 (40.5)            | 12.0 (53.6)           | 16.2 (61.2)           | 15.8 (60.4)           | 10.6 (51.1)           | 2.0 (35.6)            | −1.7 (28.9)           | −6.0 (21.2)           | −8.5 (16.7)           |
| 降水量 mm （inch）     | 57.2 (2.252)          | 67.9 (2.673)          | 122.8 (4.835)         | 149.3 (5.878)         | 175.1 (6.894)         | 213.2 (8.394)         | 223.5 (8.799)         | 164.3 (6.469)         | 244.0 (9.606)         | 166.6 (6.559)         | 82.1 (3.232)          | 64.0 (2.52)           | 1,729.9 (68.106)      |
| 平均月間日照時間       | 157.5                 | 161.3                 | 192.0                 | 196.8                 | 200.5                 | 153.9                 | 171.1                 | 210.2                 | 160.1                 | 163.2                 | 152.2                 | 148.7                 | 2,067.5               |
| 出典：気象庁           |                       |                       |                       |                       |                       |                       |                       |                       |                       |                       |                       |                       |                       |

## 歴史

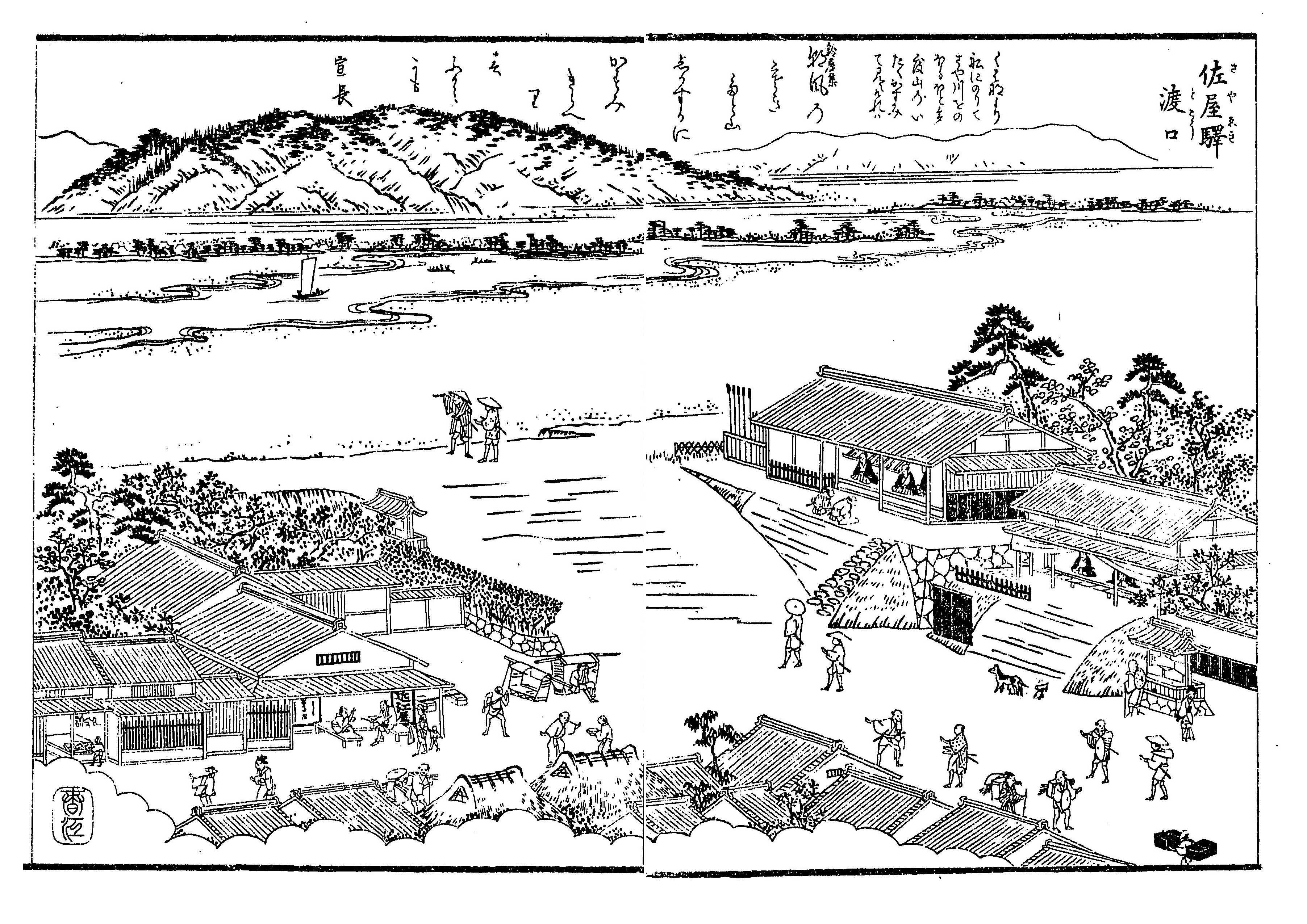
佐屋街道三里の渡し「尾張名所図会」

### 沿革
（出典：）
- 先史時代 - 渕高町の東西野遺跡で弥生時代後期から古墳時代前期の遺物（円窓付土器、パレス・スタイル土器）が発掘されているほか、早尾町で3世紀中頃と推定される土器、石田町や宮地町では5世紀や7世紀後半と推定される遺跡が見つかっており、古くから人々が生活していたと考えられる。また、古墳時代の崇神天皇の后・尾張大海媛（別名・葛木高名姫命）は、出身地である「葛木」の地名から名づけられたとされている[10][11]。
- 1493年 - 尾張藩重臣横井氏の赤目城が置かれる。
- 1504年～1520年頃 - 織田信定が勝幡城を現在の勝幡町～稲沢市平和町六輪にかけて築城。
- 1567年頃 - 織田信興が小木江城を現在の森川町に築城。
- 1570年 - 長島一向一揆にて立田門徒が古木江城を攻撃。織田信興自刃。
- 1584年 - 山口重政が大野城（現在の大野町にあったとされる）の戦いに勝利。
- 1605-1650年頃 - 津島村の農民らによって、草平新田村・大野山新田村などの「津島五ケ所新田」が相次いで開墾される[12][13][14][15][16][17][18]。
- 1624年 - 尾張藩主・徳川義直が地元農民の訴えに応じて立田輪中の懸廻堤を完成させる。
- 1634年 - 佐屋川の河床上昇で津島湊からの川舟の航行が困難となったことに伴い、渡船場が佐屋湊へと移されるとともに佐屋宿が設置され、津島街道から分岐する形で佐屋街道が開かれる。
- 1770年 - 白山社（現在の二子町）で元服の祭「オビシャ」が始まる。
- 1754年 - 江戸幕府の命令により宝暦治水工事が行われる。
- 1781年 - 佐屋代官所が設置される。
- 1782年 - 鵜多須代官所が設置される。
- 1830-1840年頃 - 住職・平野龍天が陽南寺（現在の戸倉町）にて近江から伝来したレンコン栽培を開始する。
- 1880年5月10日 - 三重県桑名郡福原新田を、愛知県海西郡（現在の愛西市）に編入する。
- 1873年 - オランダ人技師、ヨハニス・デ・レーケにより木曽川調査開始（1887年に木曽三川分流工事着工）。
- 1889年 - 海東郡諸古村、藤浪村、草場村、勝幡村、川渕村、永和村、佐依木村、八幡村、海西郡東市江村、市腋村、立和村、五会村、川治村、早尾村、八輪村、開治村、六ツ和村が発足。
- 1891年 - 濃尾大地震。
- 1897年 - 佐屋川が鵜多須で決壊。
- 1897-1907年頃 - 佐織地区を中心にアメリカ移民が増加。
- 1898年 - 尾西鉄道（現在の名鉄尾西線）弥富～津島間開通。
- 1900年 - 木曽川分流成功式。佐屋川を埋立て、背割堤を設け、立田輪中が地続きとなる。
- 1902年 - 船頭平閘門完成。
- 1906年 - 海東郡佐織村（海東郡諸古村、藤浪村、草場村、勝幡村、川渕村が合併）、海東郡佐屋村（佐依木村、八幡村）、海西郡市江村（東市江村、市腋村が合併。荷之上と五之三は弥富町に転出）、六ツ和村が分割し、立田村と八開村が発足。
- 1913年 - 海東郡と海西郡が合併して海部郡となる。
- 1914年 - 名古屋電気鉄道（現在の名鉄津島線）津島線枇杷島橋駅（現在の枇杷島分岐点） - 須ヶ口駅 - 新津島駅（現在の津島）間開通。
- 1925年 - 佐織村古川が津島町に転出。加藤高明、内閣総理大臣に就任。同年、普通選挙法を成立させる。
- 1939年 - 佐織村が佐織町として町制施行。
- 1955年 - 佐屋村、市江村が合併し佐屋町として町制施行。
- 1956年 - 永和村大井、鰯江、大野、善太新田を佐屋町に合併。
- 1959年 - 伊勢湾台風で大きな被害を受ける。
- 1960年 - 佐屋町の一部を津島市、弥富町へ分離統合。
- 1966年 - 杉野図書館（現・中央図書館）開館。
- 1969年 - 東海大橋が完成。
- 1970年 - 海部幹線水路完成。
- 1976年 - 奥津社古墳（千引町）から三角縁神獣鏡発掘。目比川堤防決壊。
- 1984年 - 立田大橋完成。
- 2001年11月22日 - 海部西部ブロック市町村合併広域研究会が発足する。
- 2003年3月26日 - 「合併重点支援地域」（現在の名称）の指定を受ける。
- 2004年4月21日 - 新市の名称を「愛西市」に決定する。
- 2005年4月1日 - 旧海部郡佐織町、佐屋町、立田村、八開村の合併により市制施行する。
- 2016年12月1日 - 尾張津島天王祭の車楽舟行事などの「山・鉾・屋台行事」がユネスコ無形文化遺産に登録。

## 行政

### 市長
- 市長：日永貴章（2013年5月15日就任、3期目）[19]

歴代市長
- 初代：八木忠男（2005年5月16日 - 2013年5月14日 2期） 旧・佐織町長

### 市歌
- 市歌「いつの日も」（作詞：駒井瞭 / 作曲・歌唱：中西圭三）
- 市の音頭「愛西音頭」（作詞：石井昭 / 作曲・歌唱：中西圭三）

## 議会

### 市議会
- 定数：18人
- 任期：2022年5月1日 - 2026年4月30日
- 議長：杉村義仁（新生愛西クラブ）
- 副議長：佐藤信男（新生愛西クラブ）

| 会派名               | 議席数 | 議員名                                                                   |
| -------------------- | ------ | ------------------------------------------------------------------------ |
| 新生愛西クラブ       | 9      | 石崎誠子、原裕司、佐藤信男、近藤武、杉村義仁、神田康史、島田浩、鬼頭勝治 |
| 日本共産党愛西市議団 | 2      | 河合克平、真野和久                                                       |
| あいさいクラブ       | 2      | 山岡幹雄、大宮吉満                                                       |
| 公明党あいさい       | 2      | 髙松幸雄、竹村仁司、                                                     |
| 無会派               | 3      | 馬渕紀明、吉川三津子、山田門左エ門                                       |
| 計                   | 18     |                                                                          |

### 県議会
愛知県議会
- 選挙区：愛西市選挙区
- 定数：1人
- 任期：2019年4月30日 - 2023年4月29日

| 氏名     | 会派名                 | 当選回数 |
| -------- | ---------------------- | -------- |
| 横井五六 | 自由民主党愛知県議員団 | 6        |

### 衆議院
- 選挙区：愛知9区 （津島市、稲沢市、愛西市、弥富市、あま市、大治町、蟹江町、飛島村）
- 任期：2024年10月27日 - 2028年10月26日
- 投票日：2024年10月27日
- 当日有権者数：377,902人[20]
- 投票率：52.01％

| 当落 | 候補者名 | 年齢 | 所属党派   | 新旧別 | 得票数   | 重複 |
| ---- | -------- | ---- | ---------- | ------ | -------- | ---- |
| 当   | 岡本充功 | 53   | 立憲民主党 | 元     | 91,152票 | ○    |
| 比当 | 長坂康正 | 67   | 自由民主党 | 前     | 78,726票 | ○    |
|      | 伊藤恵子 | 71   | 日本共産党 | 新     | 19,899票 |      |

## 施設

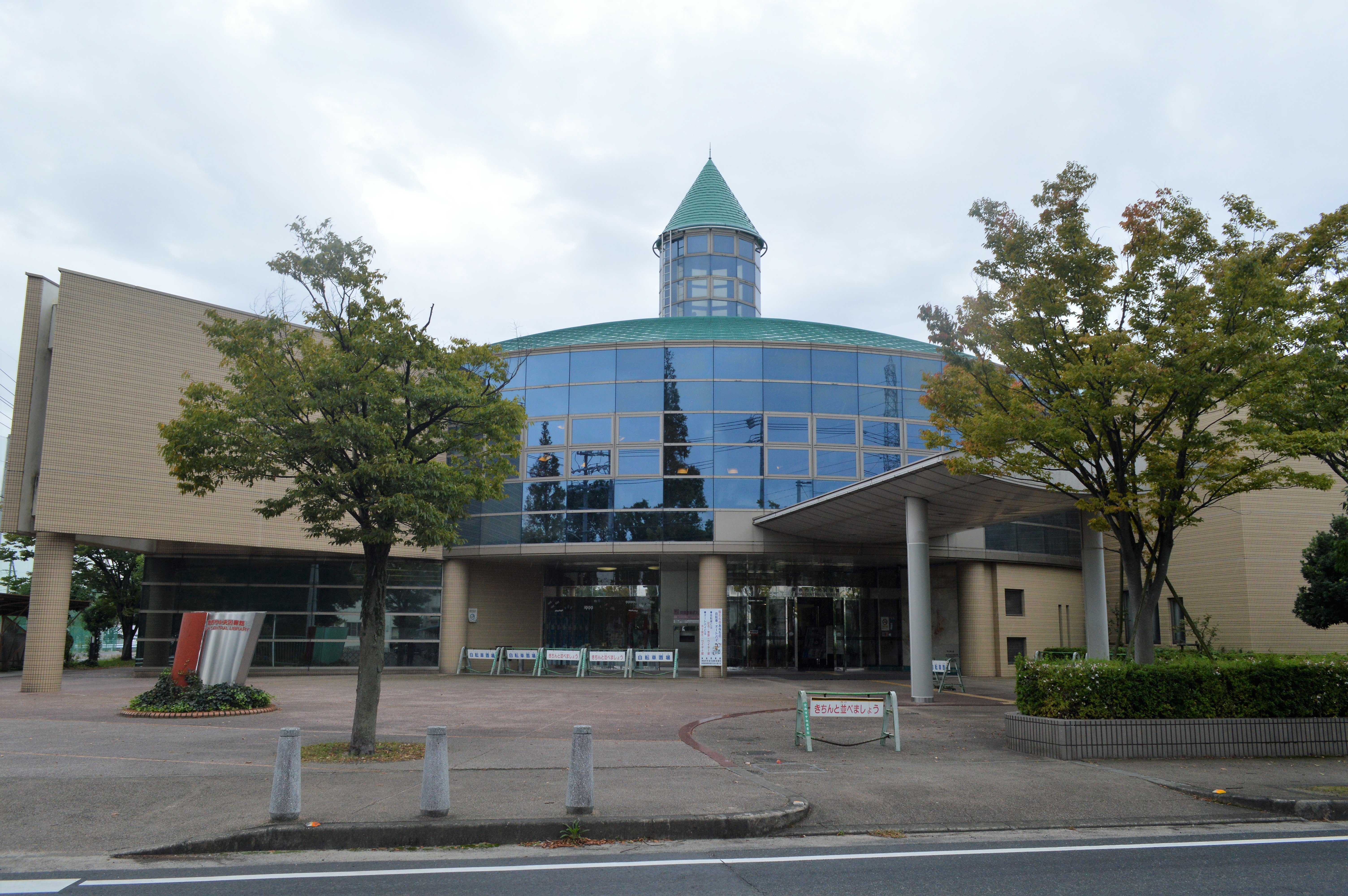
愛西市図書館

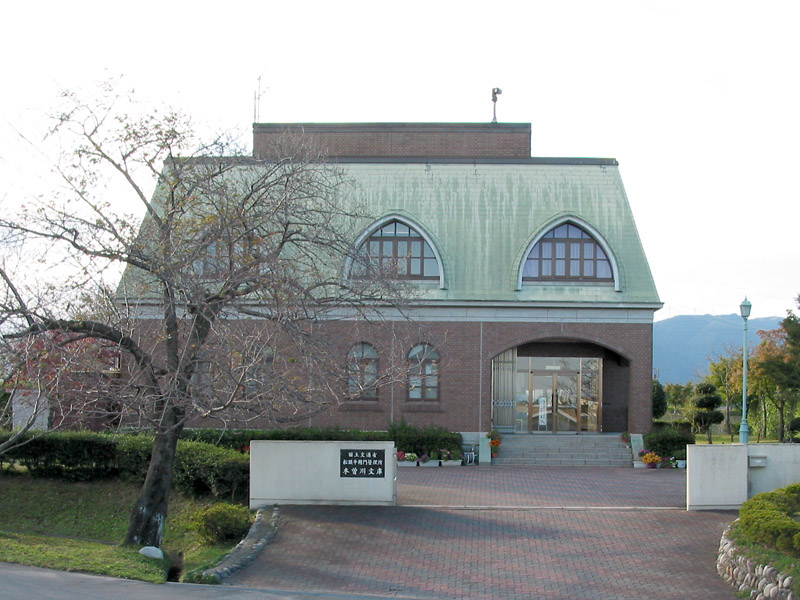
木曽川文庫

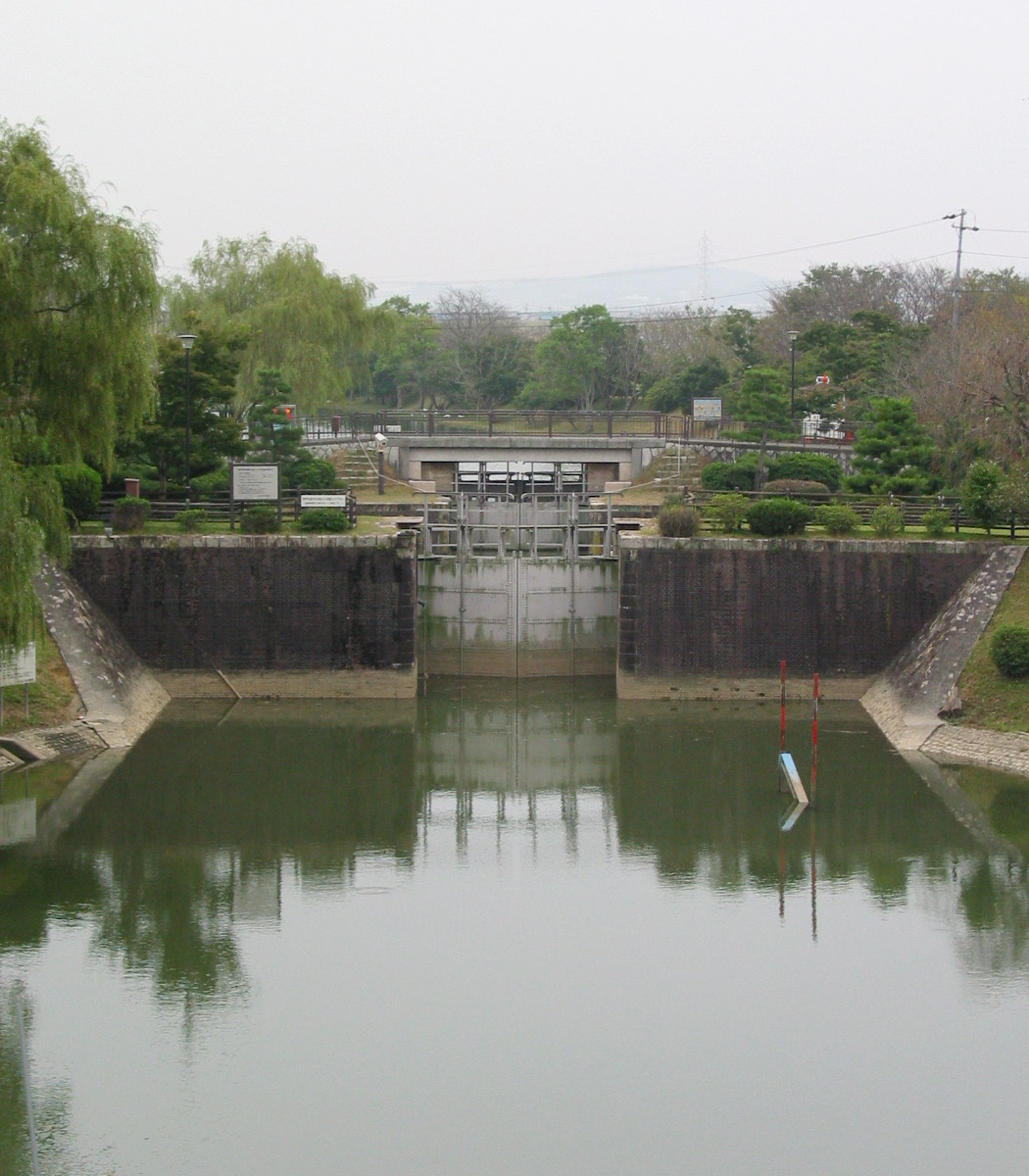
船頭平閘門

### 警察
- 愛知県津島警察署（仮庁舎 愛西市諏訪町池埋500番地1　※新庁舎完成で現在は廃止）

交番
- 佐屋交番（愛西市北一色町四町）
- 佐織交番（愛西市北河田町郷西）

駐在所
- 佐屋東駐在所（愛西市大井町弥八）
- 西川端駐在所（愛西市西川端町上兼）
- 立田北駐在所（愛西市四会町村内）
- 立田南駐在所（愛西市山路町小割）
- 開治駐在所（愛西市鵜多須町下中山）
- 八輪駐在所（愛西市赤目町中屋敷）

### 消防
本部
- 愛西市消防本部

消防署
- 愛西市消防署
- 愛西市消防署分署

### 医療
主な病院
- 角鹿医院
- 谷本医院
- 前田医院

### 公民館
主な公民館
- 愛西市文化会館
- 佐織公民館

### 郵便局
主な郵便局
- 佐屋郵便局
- 永和郵便局
- 佐織勝幡郵便局
- 海部立田郵便局
- 藤浪駅前郵便局
- 八開郵便局

### 図書館
- 愛西市図書館
  - 愛西市中央図書館
  - 愛西市佐織図書館
  - 愛西市立田図書館

愛西市中央図書館、立田体育館内の愛西市立田図書館、佐織公民館内の愛西市佐織図書館の3館からなる。中央図書館の延床面積は2,012.00m2。2014年度の蔵書点数は138,707点、貸出点数は268,155点。
1966年には佐屋町出身の杉野繁一の寄贈によって佐屋町立杉野図書館が開館。1994年11月には杉野図書館が閉館し、1995年3月には佐屋町立図書館が開館。2000年には海部郡内の各町村および津島市在住者にも館外貸出を開始した。
佐織町と立田村には図書館がなく、佐織図書室、立田図書室があるのみだった。2005年に佐屋町・佐織町・立田村が合併して愛西市が成立すると、佐屋町立図書館は愛西市中央図書館と改称し、佐織図書室は愛西市佐織図書館として、立田図書室は愛西市立田図書館として図書館に昇格した。2010年には稲沢市在住者にも館外貸出を開始した。

### 運動施設
- 愛西市親水公園（総合体育館・総合運動場）
- 佐屋総合運動場・プール
- 佐屋スポーツセンター
- 立田体育館
- 立田総合運動場
- 八開運動場
- 佐織体育館
- 佐織総合運動場
- 緑苑プール

### 公園
- 国営木曽三川公園
  - 東海広場
  - 船頭平河川公園
  - 木曽川文庫

## 対外関係

### 姉妹都市・提携都市

#### 海外
フレンドシップ相手国
2005年に開催された愛知万博で、愛知県内の市町村（名古屋市を除く）が120の万博公式参加国をそれぞれ「一市町村一国フレンドシップ事業」としてフレンドシップ相手国として迎え入れた。
- 南アフリカ共和国
- ガボン共和国

- チャド共和国
- パナマ共和国

#### 国内
提携都市
- 海津市（岐阜県）
2007年（平成19年）3月1日 災害時相互応援協定締結

その他
- 愛のまち交流
2014年（平成26年）神奈川県愛甲郡愛川町の呼びかけにより参加。全国の「愛」のつく街の交流。

## 経済

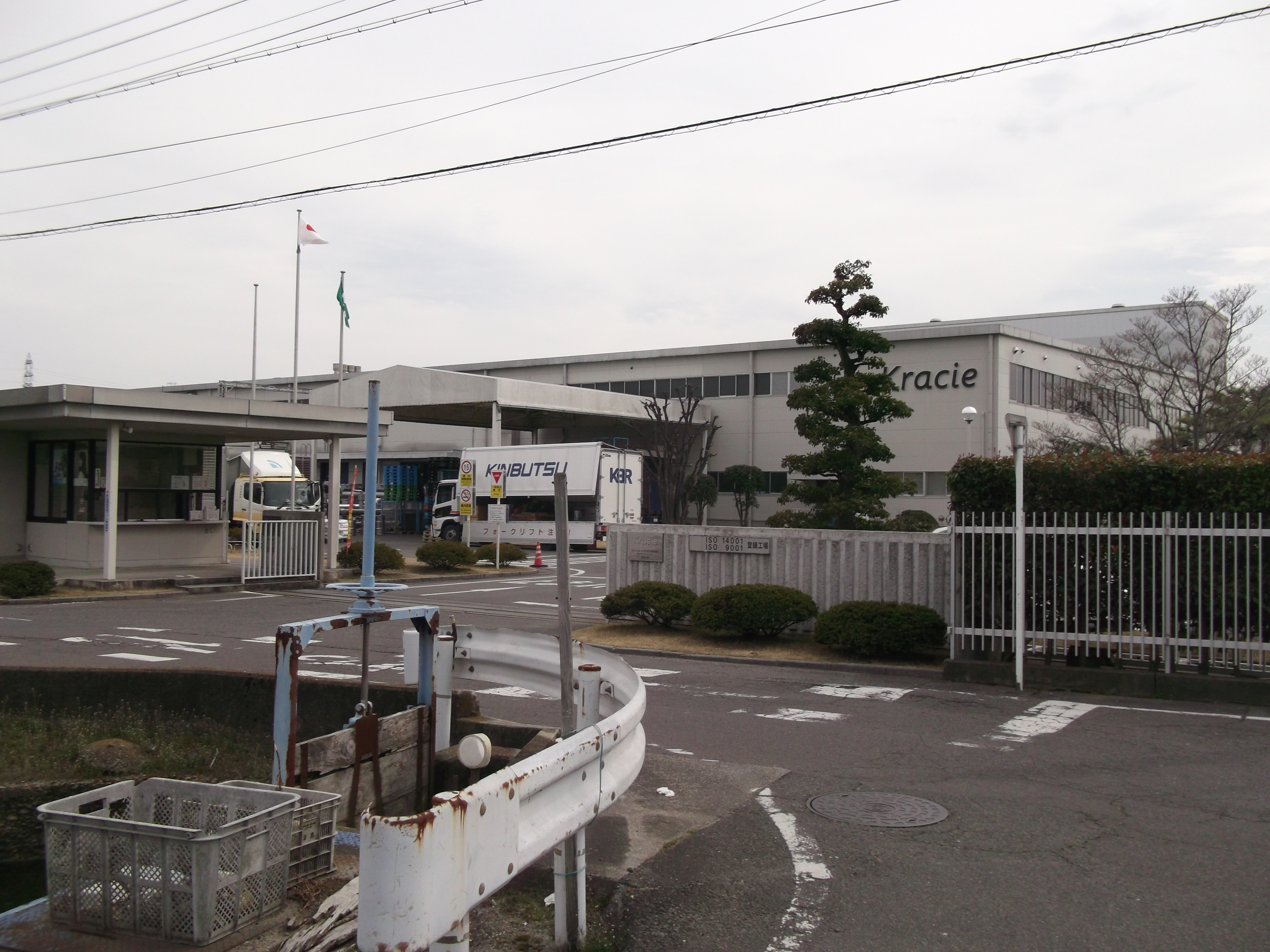
クラシエホームプロダクツ津島工場（2015年3月）

### 第一次産業

#### 農業
全国有数の規模を誇るレンコンの産地である。「備中」「ロータスホワイト」「金澄」の3種を育て、露地栽培・ハウス栽培を兼ね1年中出荷される。砂糖漬が名物。また、ハスの開花時である初夏には、2か所で蓮園が開かれる。
その他の特産品には生姜、イチゴ、トマト、カラー、酒がある。

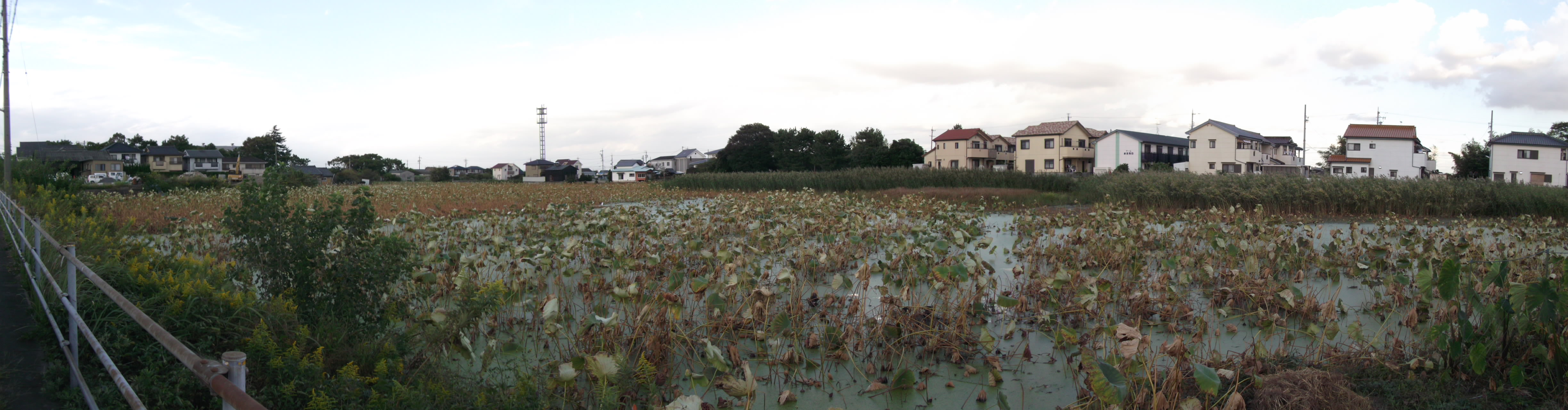
愛西市町方町新西馬の蓮田の様子

- あいち海部農協れんこんセンター

### 第二次産業

#### 工業
- クラシエホームプロダクツ津島工場（津島を称しているが、事務所所在地は愛西市内、倉庫群は稲沢市である[26]）
- 立松鉄工佐屋工場
- 垣見鉄工
- 株式会社 古橋製作所
- デザートランド名古屋工場
- 布目電機 愛西工場

### 第三次産業

#### 商業
主な商業施設
- オークワ愛西プラザ店舗
- DCM愛西店
- MEGAドン･キホーテUNY勝幡店
- ピアゴ佐屋店
- ホームセンターバロー勝幡店
- ヨシヅヤ愛西勝幡店
- ヨシヅヤ佐屋店

#### 物流
- 佐川急便 営業所
- スギ薬局 物流センター
- ロンコ・ジャパン プロフィットマート愛西
- メドライン・ロジスティクス・ジャパン
- 株式会社カネコ運輸

## 生活基盤

### ライフライン

#### 電力
- 中部電力
  - 本市を担当する中部電力パワーグリッドの営業所は、津島市にある津島営業所である[27]。

#### ガス
- プロパンガス
- 東邦ガス[28](一部)

#### 上下水道
- 愛西市水道事業
- 愛知県企業庁(南部)

#### 電信
- 西日本電信電話（NTT西日本）- NTT西日本-東海（NTTビジネスソリューションズ）

市外局番
- 市外局番は、市内全域で0567（津島MA）が使用される。

## 教育

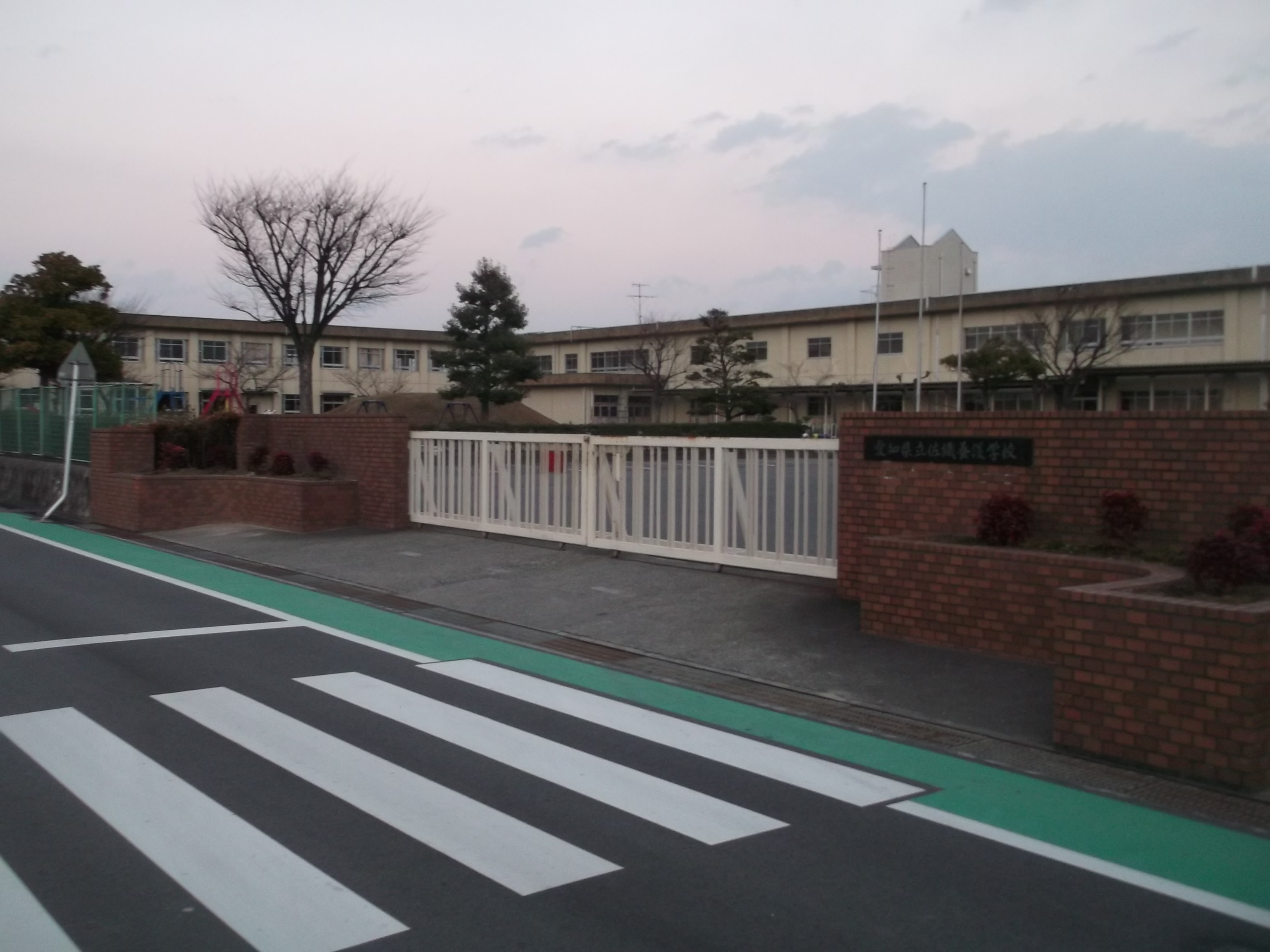
愛知県立佐織特別支援学校

### 専門学校
私立
- みつわ服装専門学校

### 高等学校
県立
- 愛知県立佐屋高等学校
- 愛知県立愛西工科高等学校

私立
- 名古屋工業高等学校分校（永和台研修センター）
- 清林館高等学校

### 中学校
すべて愛西市立である。
- 佐屋中学校
- 永和中学校
- 立田中学校
- 八開中学校
- 佐織中学校
- 佐織西中学校

### 小学校
すべて愛西市立である
- 佐屋小学校
- 佐屋西小学校
- 市江小学校
- 永和小学校
- 立田北部小学校
- 立田南部小学校
- 八輪小学校
- 開治小学校
- 北河田小学校
- 草平小学校
- 勝幡小学校
- 西川端小学校

### 特別支援学校
県立
- 愛知県立佐織特別支援学校

## 交通

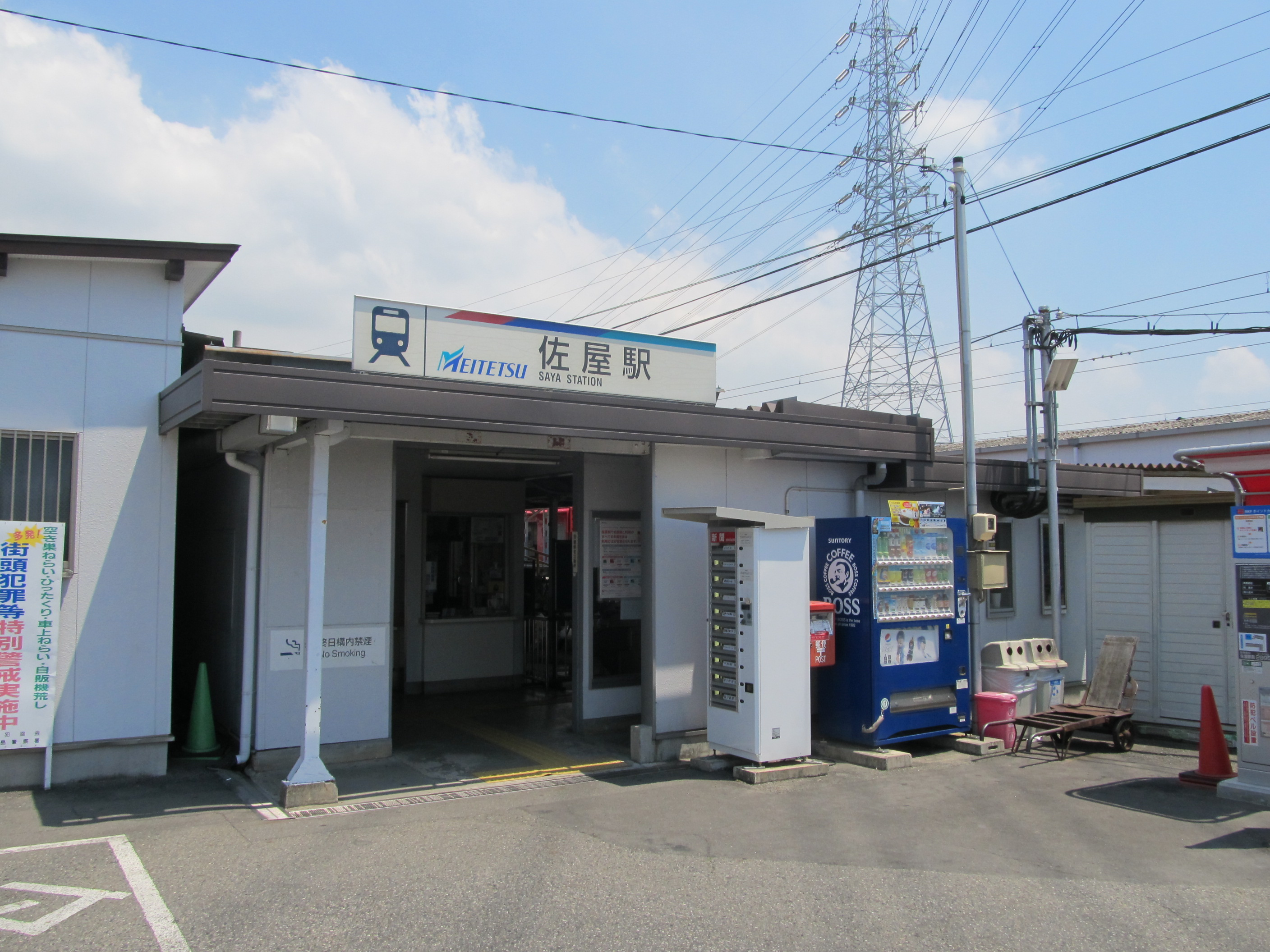
佐屋駅

### 鉄道
- 中心となる駅：佐屋駅

東海旅客鉄道（JR東海）
■ 関西本線 : 永和駅
名古屋鉄道（名鉄）
■ 津島線 : 勝幡駅 - 藤浪駅
■ 尾西線 : 渕高駅 - （稲沢市区間） - 町方駅 - （津島市区間） - 日比野駅 - 佐屋駅
- 五ノ三駅 - 弥富駅間でも市内を通過している。

このほか、近鉄名古屋線が富吉駅 - 佐古木駅間で市内を通過しており、富吉車庫の敷地内の一部も愛西市域にかかっているが、駅はない。

### バス

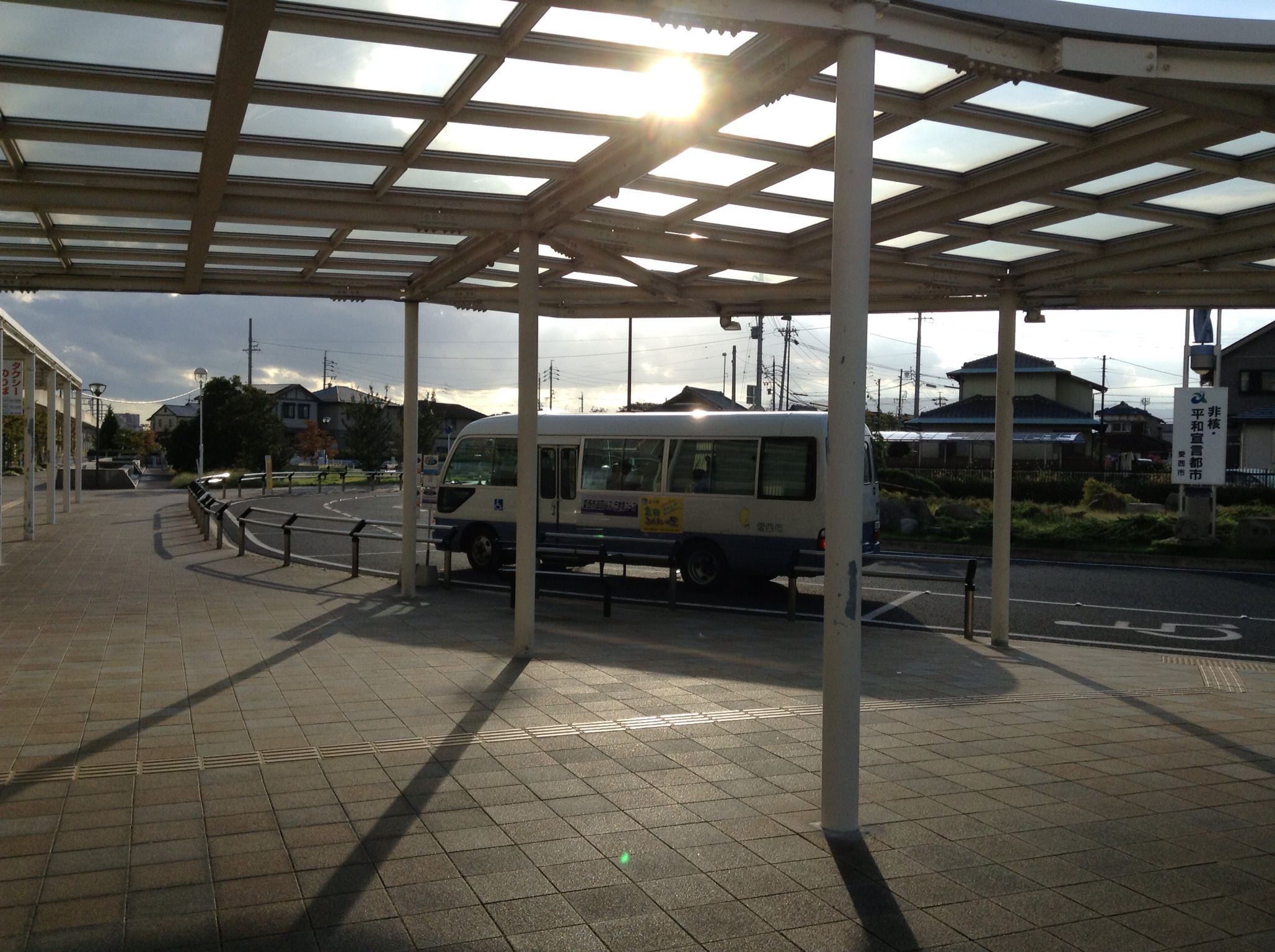
愛西市巡回バス

#### 路線バス
かつては「津島駅 - 給父線」が名鉄（現在の名鉄バス）により運行されていたが、2000年3月末をもって廃止されて以降、愛西市内で運行されている路線バスは存在しない。
公共施設利用の利便性向上のため市が巡回バスを運行している。佐屋ルート・立田ルート・八開ルート・佐織ルート・庁舎間ルートの5路線を、運賃無料で月曜日から土曜日まで運行している。
コミュニティバス
- 愛西市巡回バス

### 道路

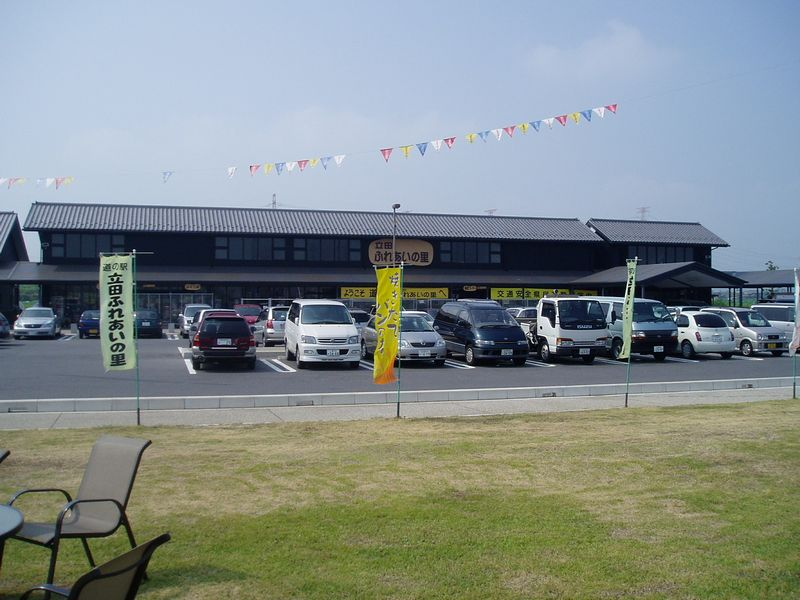
道の駅立田ふれあいの里

#### 高速道路
- 東名阪自動車道

正式に市内に所在するインターチェンジはないが弥富インターチェンジの施設の一部が含まれる。また市の北部は名神高速道路の岐阜羽島インターチェンジへも比較的近い。

#### 国道
- 国道1号
- 国道155号

#### 県道
主要地方道
- 愛知県道8号津島南濃線
- 愛知県道29号弥富名古屋線
- 愛知県道40号名古屋蟹江弥富線
- 愛知県道79号あま愛西線

一般県道
- 愛知県道105号富島津島線
- 愛知県道109号子宝愛西線
- 愛知県道113号鹿伏兎大井線
- 愛知県道114号津島蟹江線
- 愛知県道119号津島立田海津線
- 愛知県道120号津島海津線
- 愛知県道121号津島稲沢線
- 愛知県道122号勝幡停車場線
- 愛知県道125号佐屋多度線
- 愛知県道126号給父西枇杷島線
- 愛知県道128号給父清須線
- 愛知県道129号一宮津島線
- 愛知県道168号立田長島インター線
- 愛知県道458号一宮弥富線
- 愛知県道462号大藤永和停車場線
- 愛知県道512号給父稲沢線
- 愛知県道516号平和蟹江線

### 道の駅
- 道の駅立田ふれあいの里 - 2005年10月1日に尾張地方としては初めての道の駅として登録された。

## 観光

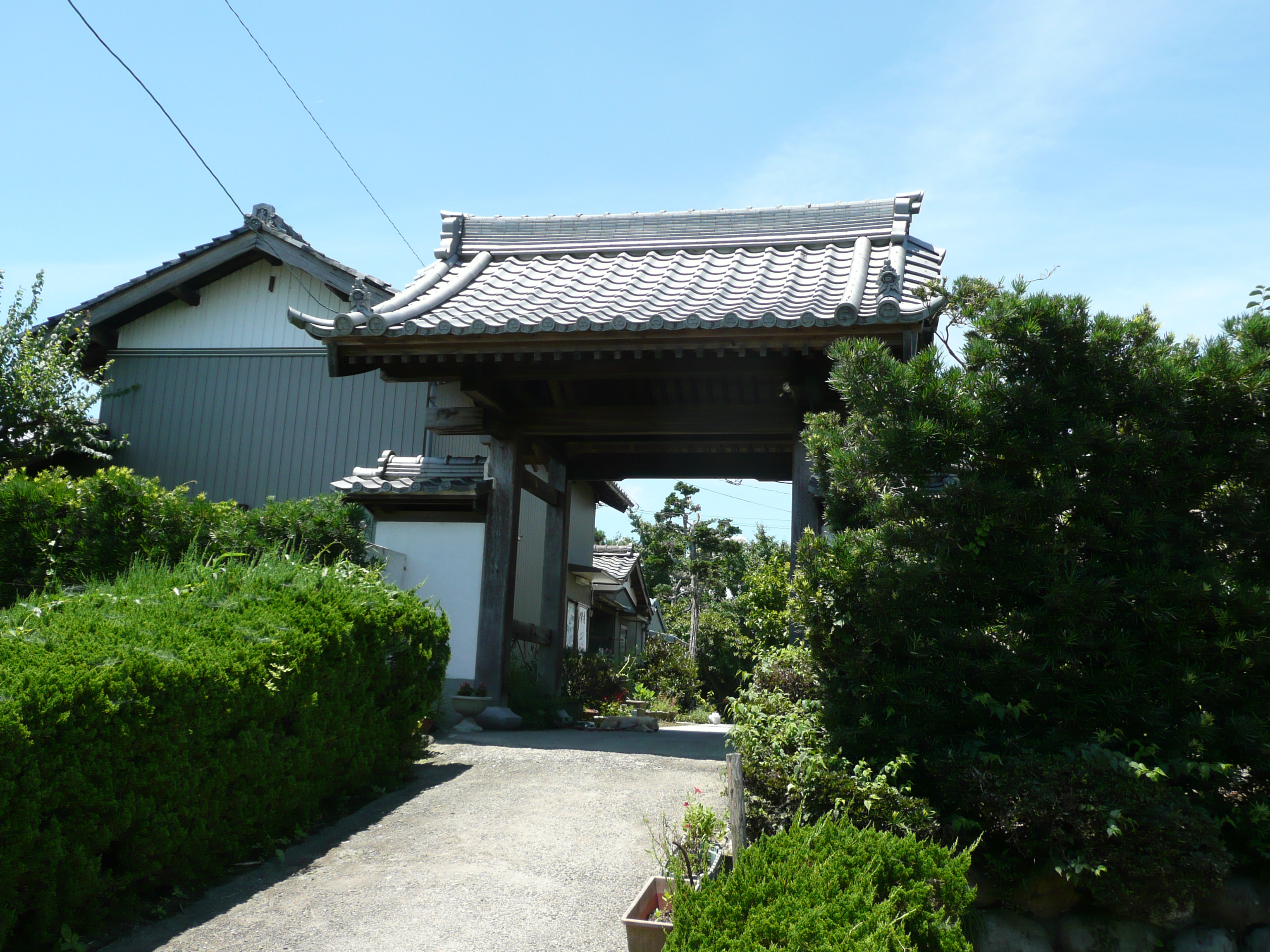
赤目城

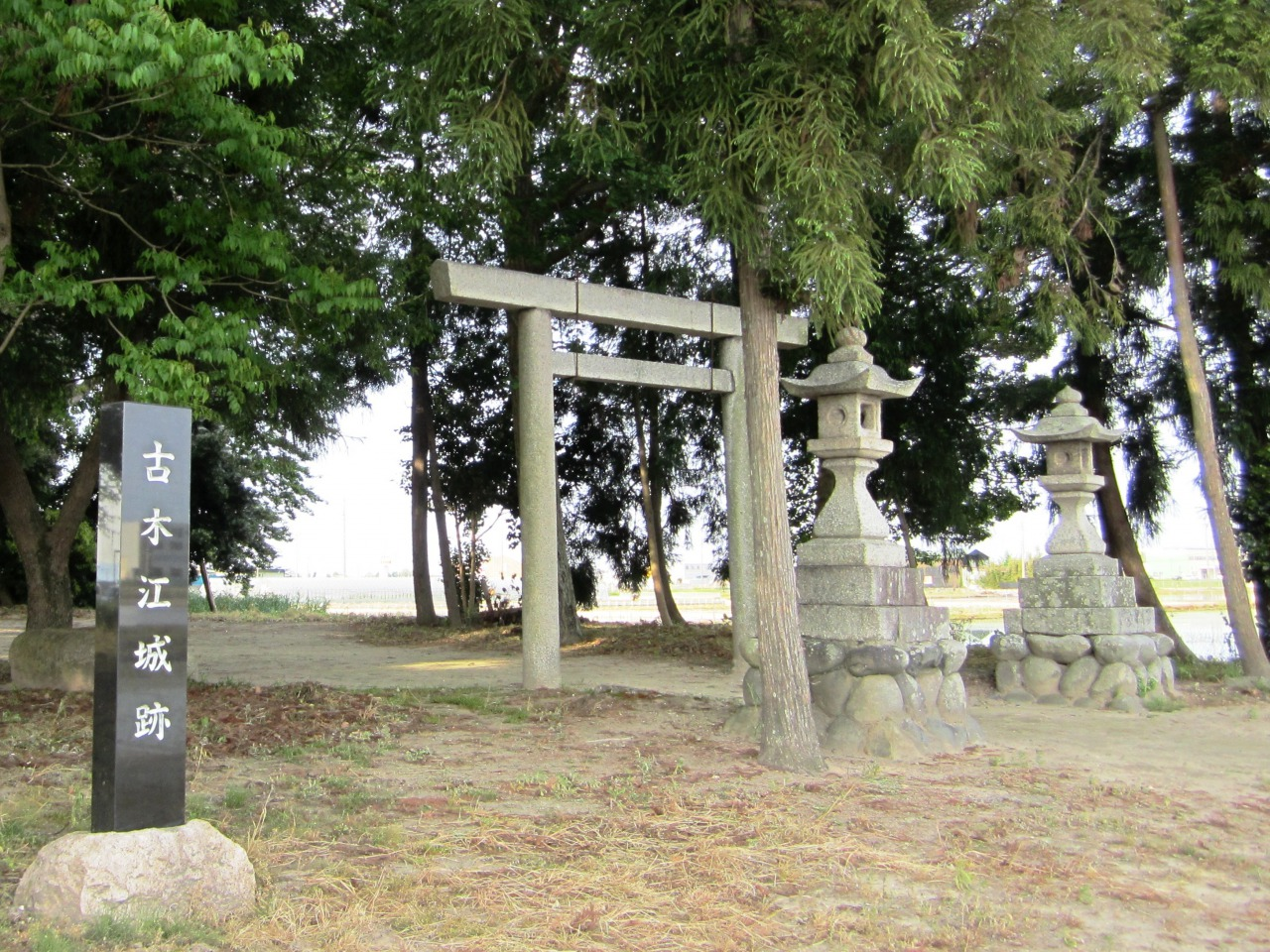
古木江城跡

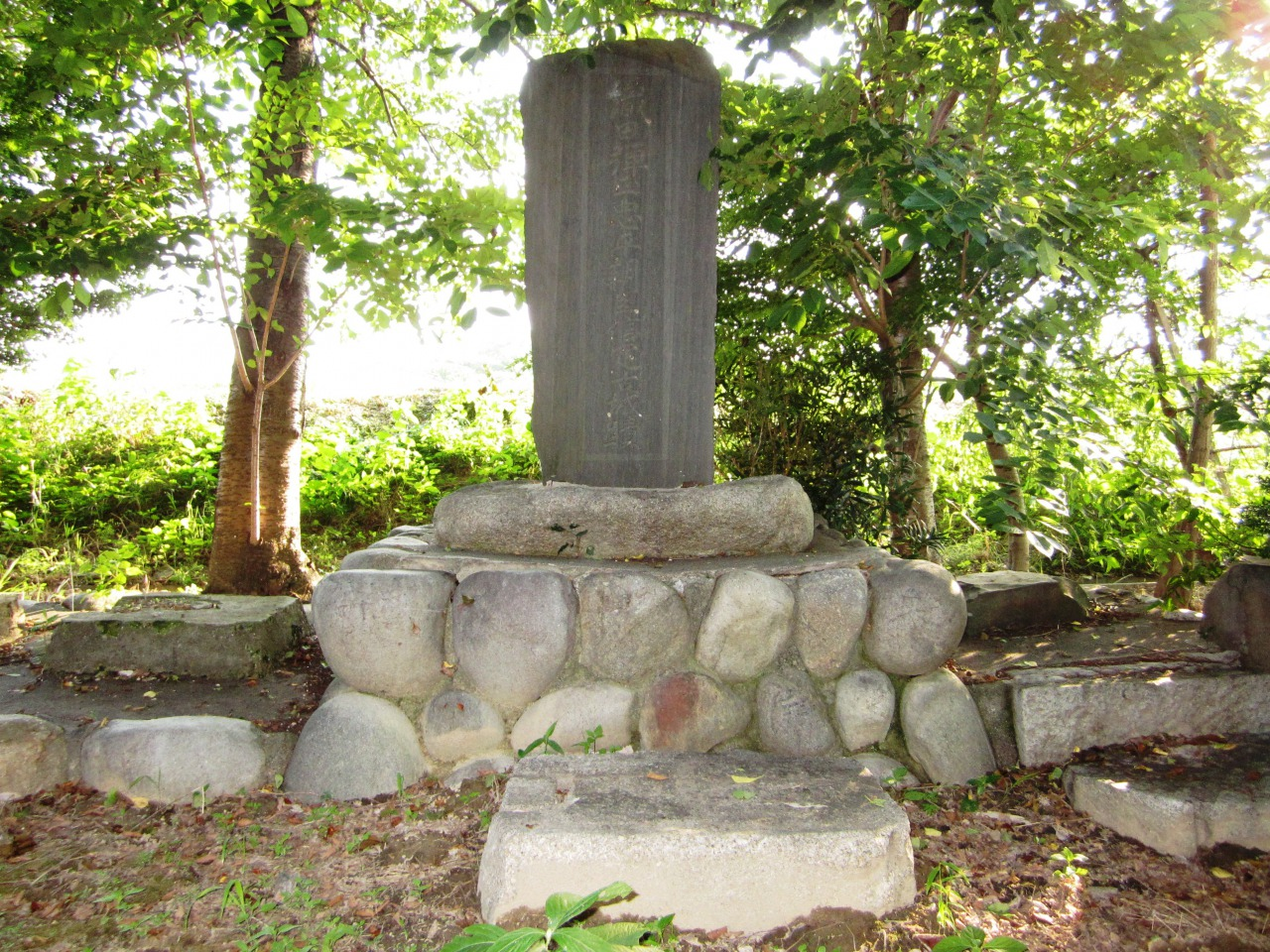
織田弾正忠平朝臣信定古城蹟

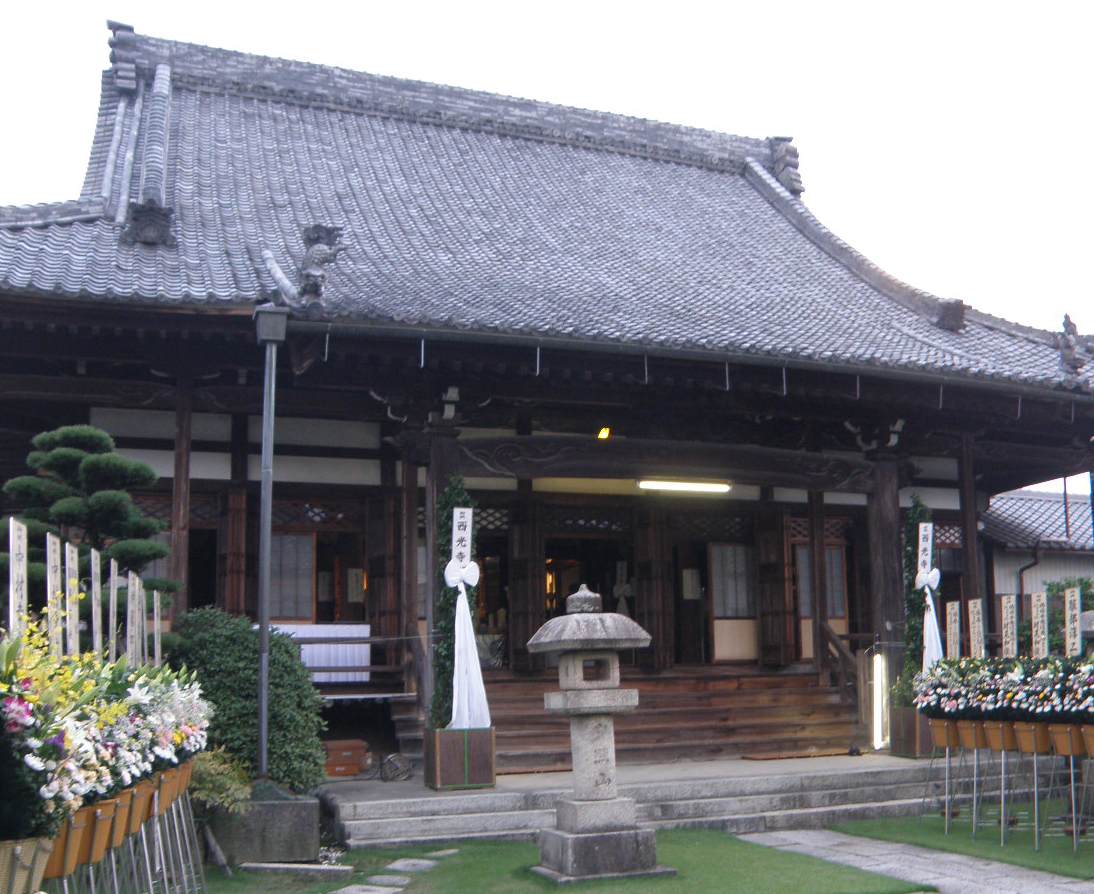
西光寺

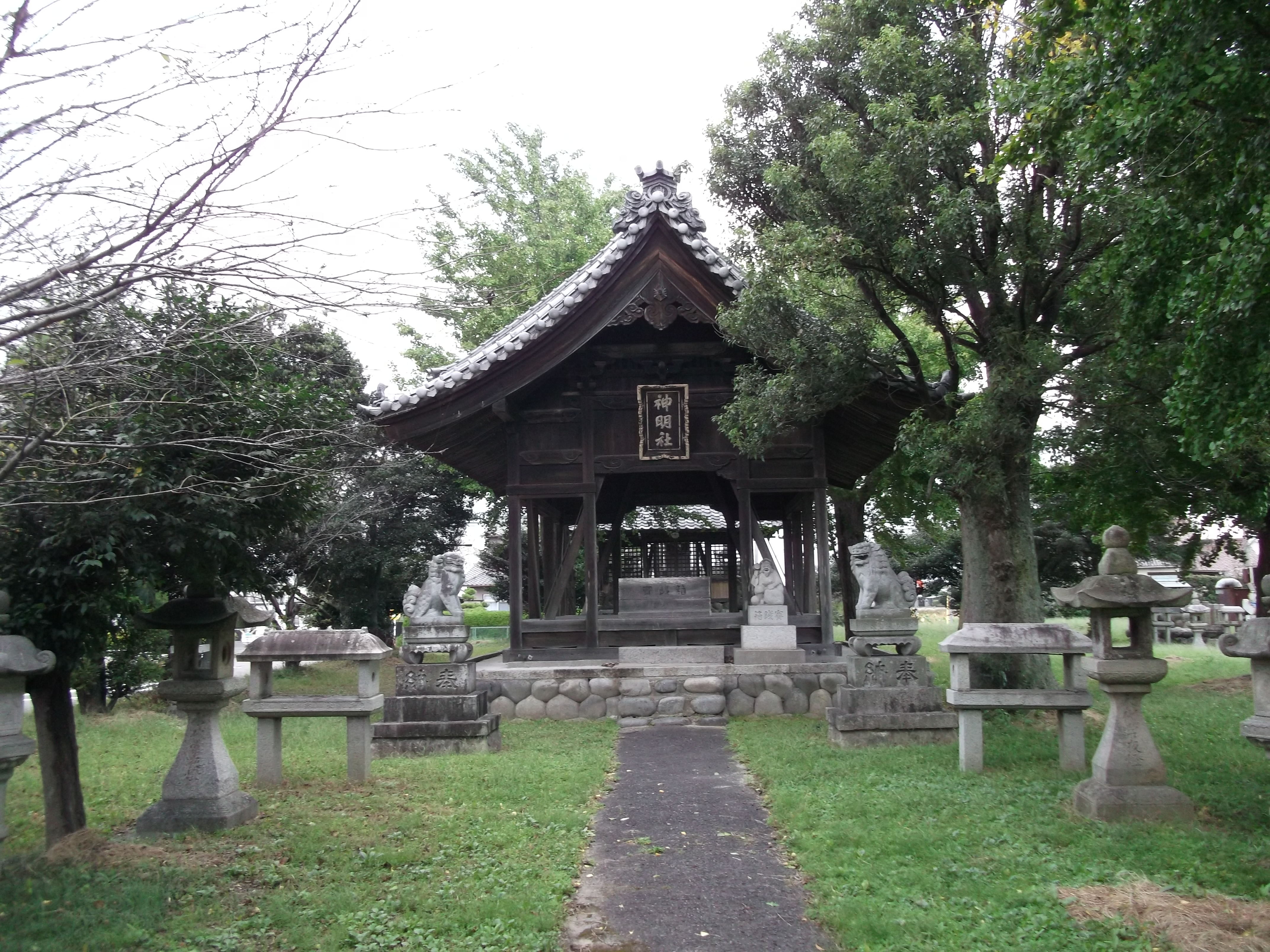
江西神明社

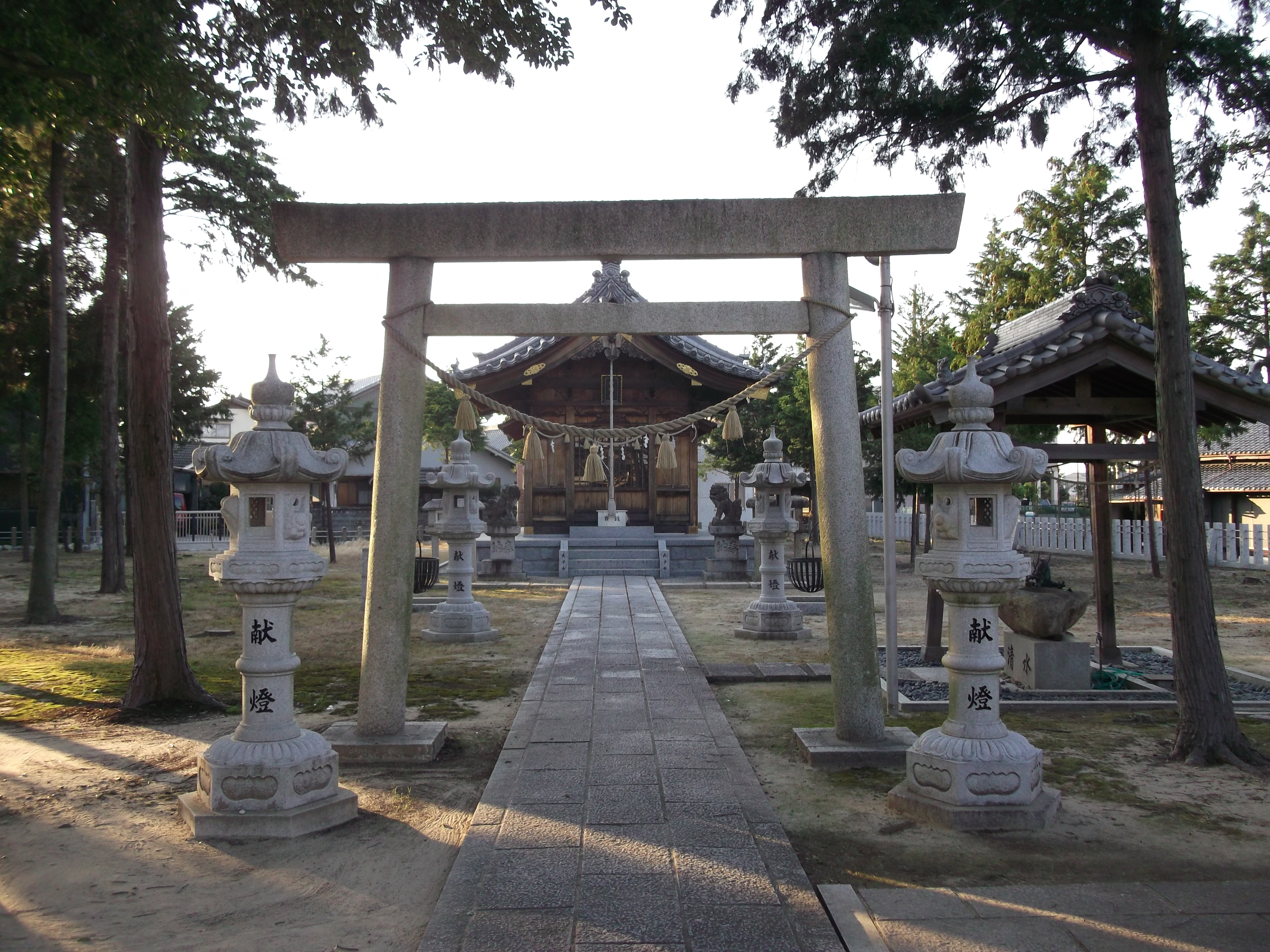
渕高神明社

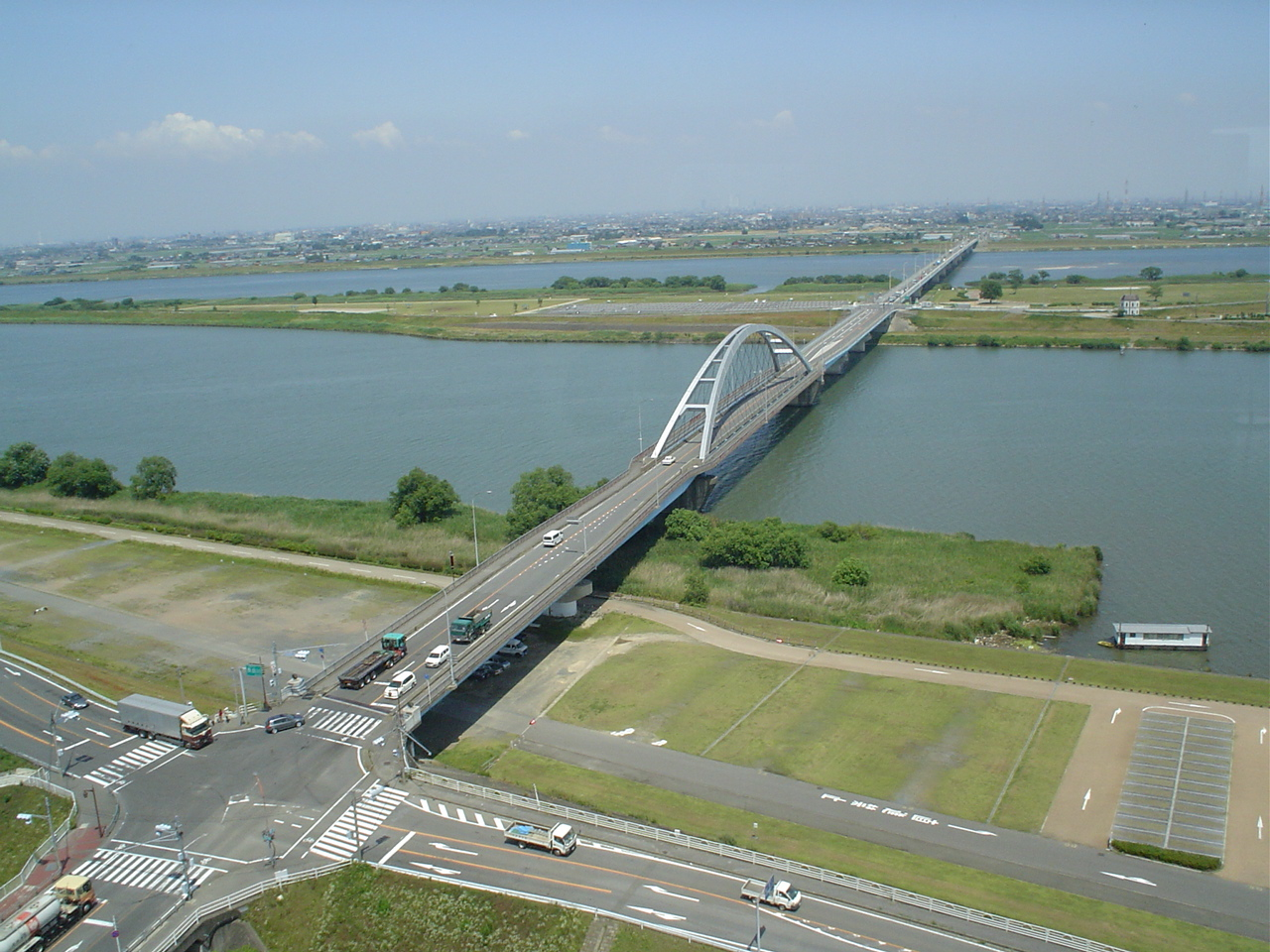
長良川大橋

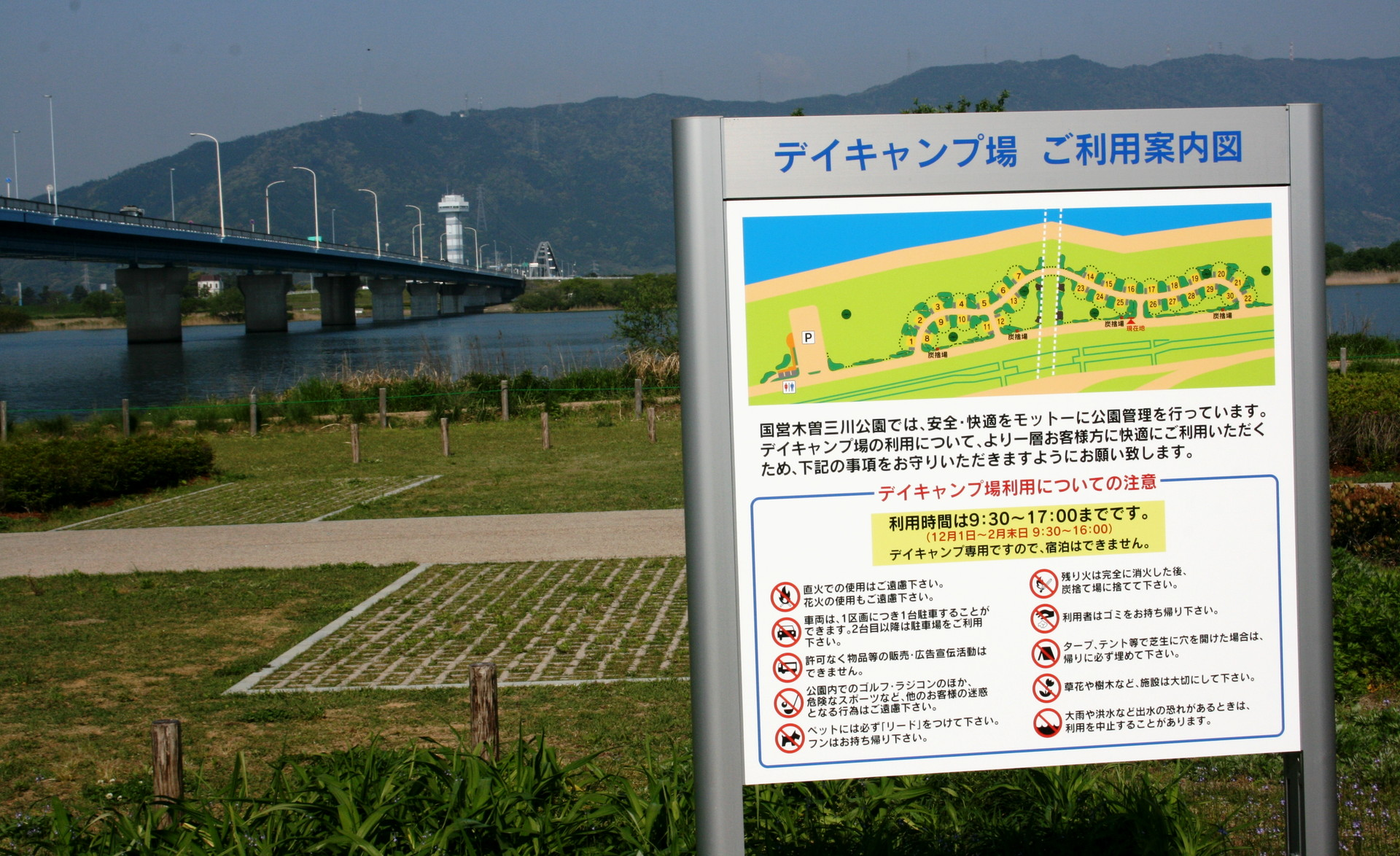
立田大橋デイキャンプ場

### 名所・旧跡
街道
- 佐屋街道 - 江戸時代に作られた街道

佐屋宿 - 佐屋街道の最大の宿場町。津島神社参拝道分岐点
佐屋代官所跡
佐屋本陣跡
佐屋御殿跡
水鶏塚 - 松尾芭蕉句碑。1735年（享保20年）建立
城郭･砦
- 赤目城
- 大野城：市指定史跡。
- 古木江城
- 勝幡城 - 稲沢市と跨る場所に位置する。
- 早尾東城

寺院・神社
愛西市内に約180の神社・寺院があり、そのうちWikipediaに専用ページがあるところ。
- 西光寺
- 西照寺

Wikipediaに専用ページが作られていないところ。
- 法光寺
- 一心寺 - 赤目城門が当寺に移築された。
- 光耀寺
- 成満寺
- 大法寺
- 世尊寺
- 太子寺
- 善福寺
- 浄法寺
- 西音寺
- 引接寺
- 明通寺
- 玉泉寺
- 西源寺
- 長久寺
- 西生寺(町方町)
- 赤城神社 - 赤目城の遺跡。
- 秋葉神社
- 奥津社 - 愛知県指定文化財に指定の三角縁神獣鏡がある。
- 姥ヶ森社
- 勝幡神社
- 日置八幡宮
- 大野神社
- 大井神社
- 塩田神社
- 川北神社
- 富岡神社 - 古木江城の鎮守社であった。
- 藤ケ瀬神社
- 白山神社
- 津島神社
- 渕高神明社
- 江西神明社
- 甘楽社
- 熊野社
- 八幡社

### 観光スポット
公園
- 国営木曽三川公園
  - 東海広場
  - 船頭平河川公園 - 船頭平閘門は国の重要文化財に指定されている。
  - 木曽川文庫
  - ヨハネス・デ・レーケ像
  - 東海大橋
  - 長良川大橋
  - 立田大橋 - 木曽三川公園東海広場の東エリアにデイキャンプ場がある。
- 愛西市親水公園（総合体育館・総合運動場）
- 森川花はす田

## 文化・名物

### 祭事・催事
重要無形民俗文化財
- 尾張津島天王祭 - 「尾張津島天王祭の車楽舟行事」が重要無形民俗文化財に指定されている。

その他の民俗文化
- 提灯とぼし
- 盆たたき

その他の主な祭事･催事
- 茅の輪くぐり - 葦で作られたアーチをくぐり、家内安全・無病息災を祈る行事。毎年1月4日に町方町の姥ヶ森社で行われる。
- 日置八幡宮の管の粥神事 - 15世紀から続き、旧暦の1月15日に日置町の日置八幡宮で行われる歴史ある行事。赤飯とヨシを大なべで炊き、管の中に入った米の量でその年の豊凶を占う。
- 定納元服・オビシャ - 元は、元服を迎えた15歳の若者を祝うものであった。現在は、若者が高さ5mの櫓の上から餅をまき、度胸試しとお披露目を行われる。毎年2月11日に白山神社で開催されている約300年の伝統を誇る祭りである。
- 勝軍延命地蔵のもち投げ - 安産のご利益があるというお供えのもちが豪快に投げられる。西條町にある勝軍延命地蔵尊の地蔵堂にて、毎年2月に行われている。
- 勝幡神社のオコワ祭り - 3月の第2日曜日に勝幡神社で行われる。名の由来は、供物の一つが樽に詰められたオコワイ(強飯)であることから由来している。
- 桜まつり - 4月上旬に、船頭平河川公園（立田地区）及び鵜戸川沿い桜並木（八開地区）において、愛西市商工会主催の桜まつりが開催される。
- 蓮見の会 - 森川花はす田で、毎年7月には蓮見の会が開催される。

### 名産・特産
特産品
- レンコン
- イチゴ
- トマト

### 公式マスコット
市のマスコットとしてあいさいさんが定められている。
2010年10月24日、愛西市の市制5周年記念式典で地域活性化のシンボルとして初披露された。合併前の4町村の歴史と文化を継承し、愛西市としての今後の発展を期待した明るく親近感のあるイメージとしてデザインされた。

### 公式VTuber
愛西市の魅力や市政情報を発信するVTuverとしてあいさいちゃんが定められている。
ふるさと納税の返礼品などに使用するオリジナルキャラクターとして、愛西市出身の伊藤彰にデザインを依頼して2016年9月30日に完成した。2021年3月25日以降は愛西市役所のYouTubeチャンネルにVTuberとして登場している。

## 出身関連著名人
- 津田正生 - 地誌家、雑学家。「尾張地名考」執筆者。
- 加藤高明 - 第24代内閣総理大臣、旧佐屋町域
- 山田芳男 - 農家。1889年漁の遭難から愛知県民で初めて渡米し「丸島コロンブス」と呼ばれる。のち明治30年代アメリカ移民事業に携わる。[35]
- 大野正直 - 元名古屋弁護士会会長、名古屋市会議員。名古屋軍（現在の中日ドラゴンズ）会長。旧佐屋町域
- 横井庄一 - 元日本兵。太平洋戦争終戦28年後帰還。旧佐織町域
- 杉野繁一 - 建築家、教育者、実業家、旧佐屋町域
- 梶原典明 - NHKアナウンサー
- 栗林良吏 - 広島東洋カープ投手、旧佐織町域
- 瀧川末子（3代目） - 元宝塚歌劇団
- 中野博 - 元プロボクサー、HIROSHI BOXING GYM会長、旧佐屋町域
- 丹羽将弥 - 元プロ野球選手、旧佐屋町域
- 吉沢検校 - 古典楽器演奏家・作曲家
- 若松大樹 - 元サッカー選手、旧立田村域
- 鷲野圭子 - 元名古屋テレビアナウンサー（現フリー）、旧立田村域
- 稲葉真弓 - 小説家、旧佐屋町域
- 飯尾隆義 - 生物学者、旧八開村域
- 水谷啓昭 - 元中日ドラゴンズ投手、元同球団コーチ、現同球団スカウト
- 三輪徳寛 - 医学博士
- 三輪實 - 工学者
- 伊藤彰 - 漫画家。旧佐屋町域
- 内海あい - J-POPデュオナナ・イロのボーカル